# 신가키 타루스케

신가키 타루스케(일본어: 新垣 樽助 しんがき たるすけ[*], 1976년 6월 18일 ~ )는 일본의 성우이다. 오키나와현 출신. 마우스 프로모션 소속.

## 주요 출연작품

### TV 애니메이션
2005년
- 트랜스포머 사이버트론 (백팩 (스캐터샷))
- 건퍼레이드 오케스트라 (나가노 에이타로)

2006년
- 소년 음양사 (아베노 요시마사)

2007년
- 기신대전 기간틱 포뮬러 (린도우 료지, 하야시다 한타로)

2009년
- 프레시 프리큐어 (치넨 다이스케 (강건일))

2011년
- 언젠가는 대마왕 (야마토 보이치로)

2011년
- 페이트 제로 (마토우 카리야)
- 모시도라 (타무라 하루미치)

2012년
- 에이리어의 기사 (사에키 유스케)

### OVA
2004년
- 푸른 바다의 트리스티아 (바르 호이트리)

2006년
- 테니스의 왕자님 OVA (키테 에이시로)